# Садых-заде, Эльдар Саиб оглы
Заур (Эльдар) Саиб оглы Садых-заде  (азерб. Zaur Sahib oğlu Sadıqzadə, латыш. Zaur Sadih-Zade; род. 25 мая 1932, Баку) — советский латвийский рыболов, лауреат Государственной премии СССР (1980). Заслуженный рыболов Латвийской ССР (1979).

## Биография
Родился в Азербайджанской ССР.
С 1958 года — помощник капитана, капитан тральщика, с 1973 года — начальник морской службы, с 1974 года — капитан-директор большого морозильного рыболовного траулера «Виктор Худяков» Рижской базы тралового флота. 
Одним из первых латвийских капитанов прошел пролив Дрейка, обследовал и открывал новые промысловые районы. За свою трудовую деятельность выловил более 300 тысяч тонн рыбы, проходил через самые сложные условия, за все время не потерпев ни одной аварии. Экипажи судов под командованием Заура Садых-задезанимали призовые места по добыче и обработке рыбы. 
Постановлением ЦК КПСС и Совета Министров СССР от 7 ноября 1980 года, а значительное увеличение производства и улучшение качества товаров народного потребления Садых-заде Эльдару (Зауру) Саиб оглы присуждена Государственная премия СССР.
Про Заура Садых-заде снят фильм «Kapteinis Zaurs Sadihs-Zade» Рижской киностудии, режиссёр и автор сценария — Ульдис Бранос.